# Елисабет Алварес
Елисабет Алварес Ронкийо (на испански: Elizabeth Alvarez Ronquillo) е мексиканска актриса.

## Биография
Родена е на 30 август, 1977 г. в град Хуарес, Чихуахуа, Мексико. Участва в третия сезон на риалити шоуто Big Brother VIP през 2004 г. Учила е в школата на Телевиса – Televisa's Centro de Educación Artística (CEA). Дебютира в теленовелите през 2000 г. с продукцията „Моята съдба си ти“. По-известни новели с нейно участие са „Приятелки и съпернички“ (2001), „Огън в кръвта“ (2008), римейк на хитовата теленовела на компания Телемундо – „Трима братя, три сестри“ и първа главна роля за актрисата и „Необуздано сърце“ (2013), където изпълнява ролята на лошата Лусия Нарваес.

## Личен живот
По време на снимките на теленовелата „Огън в кръвта“, се запознава с Хорхе Салинас, с който си партнира са снимачната площадка. Двамата са женени от октомври, 2011 г.

## Филмография
- Никой като теб (Nadie como tú) (2023) – Бегония Толедано Масиел де Фигероа
- Наследството (La herencia) (2022) – Дебора Портийо Пералта
- Да обичам без закон (Por amar sin ley) (2019) – Юнис Алтамира
- Полетът към победата (El vuelo de la Victoria) (2017) – Магдалена
- Необуздано сърце (Corazon indomable) (2013) – Лусия Браво де Нарваес
- Влюбено сърце (Amorcito corazon) (2011/12) – Исабел Кордеро
- Капризи на съдбата (Sortilegio) (2009) – Ирене
- Огън в кръвта (Fuego en la sangre) (2008) – Химена Елисондо Асеведо
- Лилиана (Liliana) (2007) – Лилиана
- Най – красивата грозница (La fea mas bella) (2006) – Марсия Вияроел
- Срещу вълните на живота (Contra viento y marea) (2005) – Минерва
- Мечти и бонбони (Suenos y caramelos) (2005) – Росио де лос Сантос
- La Vulka (2004) – Лола
- Mujer, casos de la vida real (2003)
- Булчински воал (Velo de novia) (2003) – Дулсе Мария Саласар
- Tu historia de amor
- Пътища на любовта (Las vias del amor) (2002/03) – Соня „Франсис“ Васкес Солис
- Коледа без край (Navidad sin fin) (2001) – Йоланда
- Приятелки и съпернички (Amigas y rivales) (2001) – Росио
- Моята съдба си ти (Mi destino eres tu) (2000)

## Награди и номинации
| година | категория                      | теленовела             | резултат  |
| ------ | ------------------------------ | ---------------------- | --------- |
| 2003   | Най – добра поддържаща актриса | Най-красивата грозница | Победител |

| година | категория       | теленовела          | резултат  |
| ------ | --------------- | ------------------- | --------- |
| 2003   | Актьорски дебют | Пътищата на любовта | Победител |